# Trilaccodea
Trilaccodea is een geslacht van kevers uit de familie bladkevers (Chrysomelidae).
De wetenschappelijke naam van het geslacht werd in 1902 gepubliceerd door Spaeth.

## Soorten
- Trilaccodea ecuadorica Borowiec, 2007
- Trilaccodea langei Spaeth, 1902
- Trilaccodea meridionalis Borowiec, 2004